# Frankenstein Jr.
Frankenstein Jr. (Frankenstein Jr (em inglês) é um desenho com produção Hanna-Barbera. Passava junto com o desenho dos Impossíveis. Estreou em 1966 e teve 18 episódios.

## História
O cientista garoto Buzz Conroy (Bob, no Brasil) e seu pai, o Professor Conroy combatiam supervilões com a ajuda de um robô poderoso chamado de Frankenstein Jr. "Frankie", como era chamado por Buzz, era muito parecido com o personagem Homem de Aço (Gigantor / Tetsujin 28-go).
Frankie era ativado por um anel que Buzz usava.
O desenho foi cancelado em 1968 por queixas de violência, o que poderia incitar as crianças a um comportamento agressivo.

## Episódios[1]
| Ep. | Título original                             | Título                                               |
| --- | ------------------------------------------- | ---------------------------------------------------- |
| 1   | "The Shocking Electrical Monster"           | Contra o monstro Elétrico-Choque                     |
| 2   | "The Spyder Man"                            | O homem Aranha                                       |
| 3   | "The Menace From the Wax Museum"            | A ameaça do museu de cera                            |
| 4   | "The Alien Brain From Outer Space, Part 1 " | O cérebro alienígena do espaço, Parte 1              |
| 5   | "The Alien Brain From Outer Space, Part 2 " | O cérebro alienígena do espaço, Parte 2. continuação |
| 6   | "UFO - Unidentified Fiendish Object"        | Zargon - O terrível                                  |
| 7   | "The Unearthly Plant Creatures"             | contra as plantas extraterrenas                      |
| 8   | "The Deadly Living Images"                  | Os retratos revividos                                |
| 9   | "The Colossal Junk Monster"                 | Contra o monstro do Ferro-Velho                      |
| 10  | "The Incredible Aqua Monster"               | Os incríveis Aquamonstros                            |
| 11  | "The Gigantic Ghastly Genie"                | O Gigante mau que era Gênio                          |
| 12  | "The Birdman'"                              | Contra o homem pássaro                               |
| 13  | "The Invasion Of The Robot Creatures"       | A Invasão dos homens robôs                           |
| 14  | "The Manchurian Menace"                     | A ameaça Mansour                                     |
| 15  | "The Mad Monster Maker"                     | Contra os monstros cinematográficos                  |
| 16  | "The Monstermobile"                         | Contra o monstromóvel                                |
| 17  | "The Pilfering Putty Monster"               | Contra o monstro de massa                            |
| 18  | "The Spooktaculars"                         | Contra o SpectroOcular                               |